# Austrian Open 1992
L'Austrian Open 1992 è stato un torneo di tennis giocato sulla terra rossa. È stata la 47ª edizione del torneo, che fa parte della categoria World Series nell'ambito dell'ATP Tour 1992. Si è giocato a Kitzbühel in Austria dal 20 al 26 luglio 1992.

## Campioni

### Singolare maschile
Pete Sampras ha battuto in finale  Alberto Mancini con il punteggio di 6–3, 7–5, 6–3

### Doppio maschile
Sergio Casal /  Emilio Sánchez hanno battuto in finale  Horacio de la Peña /  Vojtěch Flégl con il punteggio di 6–1, 6–2